# Piazza Bernini
Piazza Bernini – owalny plac położony na zachodnim obrzeżu śródmieścia Turynu. Przez plac – ze wschodu na zachód – biegnie Corso Francia, od północy dociera tutaj Corso Tassoni, a od południa Corso Francesco Ferrucci. Pod ziemią znajduje się tutaj stacja metra Bernini.